# Aenasius chapadae
Aenasius chapadae är en stekelart som beskrevs av William Harris Ashmead 1900. Aenasius chapadae ingår i släktet Aenasius och familjen sköldlussteklar. Inga underarter finns listade i Catalogue of Life.